# OK, You're Right
«Ok, You're Right» — промо-сингл американського репера 50 Cent з його четвертого студійного альбому Before I Self Destruct. Трек також потрапив до вуличного альбому War Angel LP та мікстейпу Тоні Єйо The Swine Flu.
Пісню спродюсував та звів Dr. Dre, коли 50 Cent перебував у Детройті з ним та Емінемом. Цензурована версія синглу вперше дебютувала 18 травня 2009 у шоу Funkmaster Flex на радіостанції Hot 97. Через кілька годин офіційну версію пісні оприлюднили на ThisIs50.com.

## Відеокліп
Прем'єра відео відбулась 1 липня 2009, на ThisIs50.com. За два дні до цього на сайті з'явився годинник з відліком. Hot 97 і ThisIs50.com спільно провели конкурс, приз — камео у кліпі (переможці: 150 осіб). Hot 97 і Thisis50.com знову об'єдналися для відео за лаштунками, яке вели радіоведучі Cipha Sounds і Пітер Розенберг з «The Cipha/Rosenberg Experience».
Кліп зняли під впливом інтернет-реклами Philips Cinema 21:9 «Carousel», котра отримала гран-прі міжнародного фестивалю реклами «Канські леви» (2009). Режисери: Dan the Man, Кріс «Broadway» Ромеро. 50 Cent грає грабіжника-клоуна. Відео призупинені кадри нападу й перестрілки. Це схоже на першу сцену літнього блокбастера Темний лицар (2008). У кліпі також можна помітити рекламний ролик «Carousel». Камео: Ллойд Бенкс, Тоні Єйо, професійний баскетболіст Тім Томас і колишній артист Disturbing tha Peace Серіус Джонс.

## Ремікси
Свої ремікси записали Hell Rell («Okay You're Dead»), Maino, Cassidy, бруклінський репер Papoose.

## Список пісень
Цифровий сингл
| #  | Назва                              | Автор                                               | Продюсер(и)          | Тривалість |
| -- | ---------------------------------- | --------------------------------------------------- | -------------------- | ---------- |
| 1. | «OK, You're Right» (album version) | К. Джексон, А. Янґ, М. Бетсон, Д. Паркер, Т. Лоренс | Dr. Dre, Mark Batson | 3:04       |

## Чартові позиції
| Чарт (2009)                           | Найвища позиція |
| ------------------------------------- | --------------- |
| US Bubbling Under R&B/Hip-Hop Singles | 20              |